# 土曜ソリトン SIDE-B
『土曜ソリトンSIDE-B』（どようソリトンサイド・ビー）は、1995年4月8日から1996年3月23日まで、全43回にわたりNHK教育テレビにおいて、土曜日の深夜の時間帯に放映されていたトーク番組である。

## 概要
毎週、タレントやモデル、ミュージシャン、作家、写真家、映画監督など、様々なジャンルで活躍する著名人をゲストに招き、ゲスト自身のことや、設定されたテーマについてトークを展開するというものだった。
アナログレコードやカセットテープにA面（SIDE-A）／B面（SIDE-B）があるように、「SIDE-B」をタイトルに冠したこの番組は、流行に乗った旬のゲストを招いたり、あるいはそういったテーマについて語られることはなく、ゲストやテーマは「流行」や「旬」ということからは一歩引いた「B面」的な観点から設定されるという独特な性格の番組であった。
レギュラーコーナーとして、ミュージシャンで詩人のドリアン助川（現：TETSUYA、明川哲也）による詩の朗読のコーナー、緒川による写真のコーナーが毎回放送され、番組の最後には高野による演奏で締めくくられていた（ゲストがミュージシャンの場合は競演もあった）。他にも「試験に出ない音楽史」という、音楽の教科書には載らない音楽ジャンルを紹介するコーナーもあった。
若者向けカルチャー番組としては『YOU』の流れを汲むトーク番組である。『DIME』など一部の雑誌では「『YOU』の再来」と評価された。
当時の「1年ごとに番組をリニューアルする」というNHK若者向け番組の意向、土曜日と日曜日に分割されていたソリトンシリーズを統合するなど、諸事情により1年で終了。この番組で確立された、若者に人気の著名人へのインタビューというスタイルは『ソリトン』、『トップランナー』へと引き継がれていく。

### YMO再評価
出演した数多くのゲストの中で、元YMOの3人（細野晴臣、高橋幸宏、坂本龍一）がそれぞれ出演した回が非常に大きな反響を呼んだことから、最終回である第43回には特別編として、YMOの歴史を追った特集が放映された。
そもそものきっかけは、ゲストに電気グルーヴの石野卓球が出演した回である。同じ静岡県出身、同じYMOチルドレンとして洗礼を受けてミュージシャンとなった者同士だった司会の高野が卓球と意気投合。それに弾みをつける形で翌週に坂本がゲストとして出演した。それ以降、徐々にYMOメンバーや関係者（矢野顕子など）も登場するなど、後半はYMO色の強い内容となり、件の最終回の放映となった。　
　

## 出演者
- 司会
  - 高野寛
  - 緒川たまき[2]
- ナレーター
  - 福士秀樹

## 関連書籍
- 土曜ソリトンSIDE-Bリターンズ（高野寛 編著・アスペクト ISBN 9784893665478）